# Sint-Antonius-van-Paduakapel (Kotem)

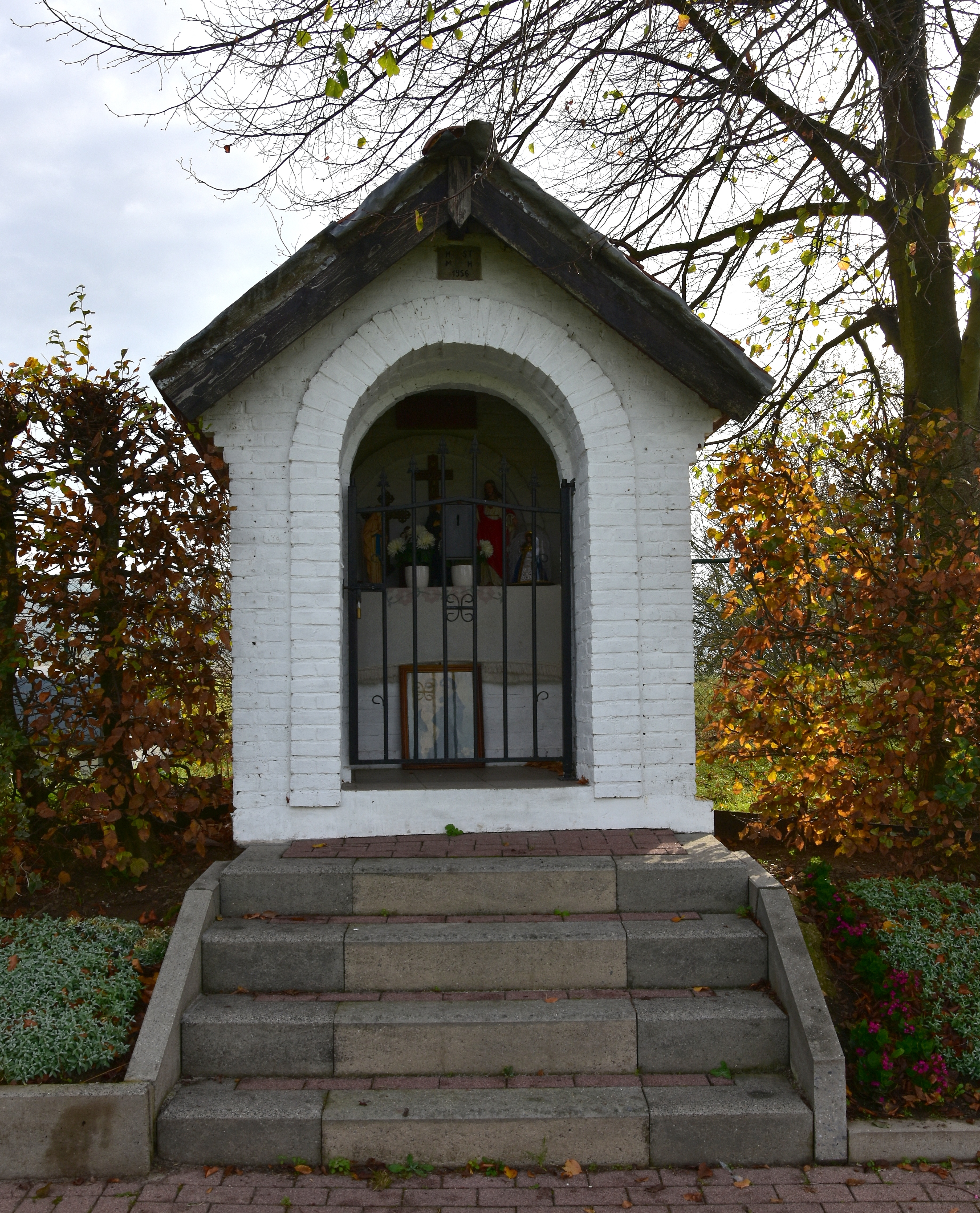
Sint-Antonius-van-Paduakapel

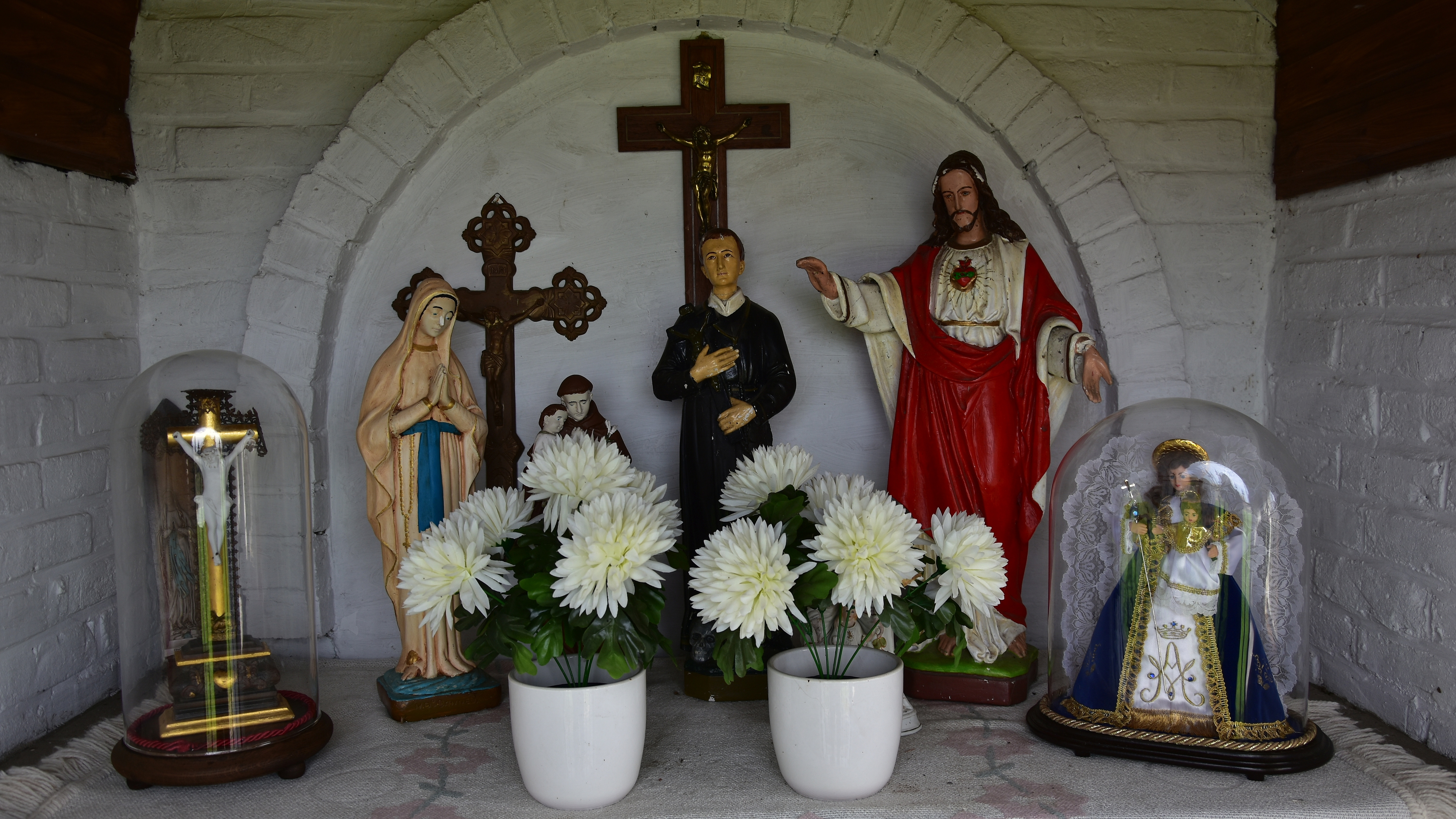

De Sint-Antonius-van-Paduakapel is een kapel te Kotem in de Belgische gemeente Maasmechelen. 
De kapel, die is gewijd aan de Heilige Antonius van Padua, is gelegen op de Moerdijk, nabij de Maas. De kapel werd in 1956 gebouwd in opdracht van Henri Stevens en Maria Huiten uit dankbaarheid voor een bekomen genezing.